# Shlomo Sand

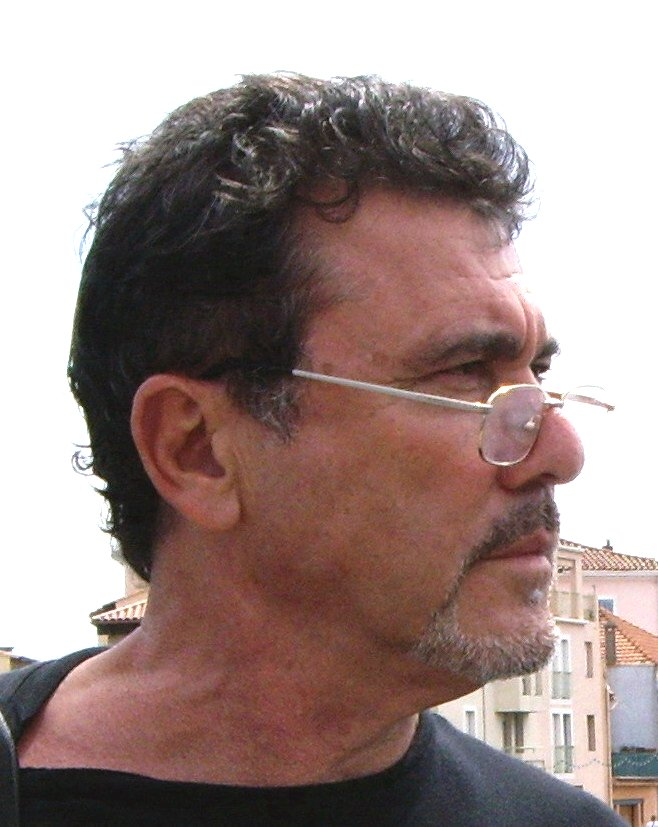

Shlomo Sand (hebr. שלמה זנד, ur. 10 października 1946, Linz, Austria) – profesor historii Uniwersytetu w Tel-Awiwie. Autor głośnej i kontrowersyjnej książki The Invention of the Jewish People (Kiedy i jak wynaleziono naród żydowski). Podaje w niej w wątpliwość tezę o wypędzeniu Żydów z Palestyny przez Rzymian.

## Książki Shlomo Sanda (wybór)
- The Invention of the Jewish People (Kiedy i jak wynaleziono naród żydowski, przekł. Hanna Zbonikowska-Bernatowicz; Warszawa: Wydawnictwo Akademickie „Dialog”, 2011. ISBN 978-83-61203-69-8)
- Dlaczego przestałem być Żydem. Spojrzenie Izraelczyka, przekł. Iwona Badowska; Warszawa: Wydawnictwo Akademickie „Dialog”, 2014. ISBN 978-83-63778-68-2.
- Kiedy i jak wynaleziono Ziemię Izraela. Od Ziemi Świętej do ojczyzny, przekł. Michał Kozłowski; Warszawa: Wydawnictwo Akademickie „Dialog”, 2015. ISBN 978-83-8002-102-0.